# Зайцев, Сергей Тимофеевич
Сергей Тимофеевич Зайцев (25.01.1906—26.04.1972) — советский инженер, учёный, специалист в области морского приборостроения и систем управления ракетным оружием кораблей ВМФ. Лауреат Сталинской и Ленинской премий.

## Биография

Могила Зайцева на Южном кладбище Санкт-Петербурга.

Родился в г. Ахтырка Харьковской губернии.
Окончил Ленинградский электротехнический институт (1932).
В 1944—1972 гг. работал в ЦНИИ «Гранит» (НИИ-49, Ленинград): главный технолог — начальник производства, главный инженер (1946—1949), главный конструктор комплексов.
Ведущий разработчик РЛС «Флаг», главный конструктор корабельной системы управления зенитными ракетами «Корвет-Севан» и системы управления первой крылатой ракетой с подводным стартом «Аметист».
Умер в Ленинграде.

## Награды и звания
Кандидат технических наук (1962).
Сталинская премия 1952 года — за работу в области связи (за участие в разработке РЛС «Флаг»).
Ленинская премия 1968 года за разработку ПКР «Аметист» (22. IV. 1968).
Награждён орденами Ленина и «Знак Почёта».